# Anarmodia remusalis
Anarmodia remusalis là một loài bướm đêm trong họ Crambidae.